# Focjusz (Sladojević)
Focjusz, imię świeckie Rade Sladojević (ur. 1 lutego 1961 w Dujakovcach) – serbski biskup prawosławny.

## Życiorys
Ukończył średnią szkołę techniczną w Nowym Sadzie. Następnie, w 1988, ukończył studia teologiczne na Uniwersytecie Belgradzkim. Następnie przez dwa lata studiował podyplomowo w Erlangen. Po powrocie do Serbii w 1990 złożył wieczyste śluby zakonne w monasterze Kovilj. W tym samym roku biskup Ireneusz (Bulović) wyświęcił go na hierodiakona, zaś w 1991 – na hieromnicha. W latach 1992–1993 przebywał w monasterze Bođani, zaś w latach 1993–1998 pracował jako wykładowca w seminarium św. Arseniusza w Sremskich Karlovcach.
W 1998 otrzymał nominację na biskupa dalmatyńskiego. W roku następnym miała miejsce jego chirotonia biskupia. W 2017 został przeniesiony na katedrę zwornicko-tuzlańską.